# Amelia Kerr
Amelia Kerr (* 13. Oktober 2000 in Wellington, Neuseeland) ist eine neuseeländische Cricketspielerin, die seit 2016 für die neuseeländischen Nationalmannschaft spielt.

## Kindheit und Ausbildung
Kerr’s Großvater, Bruce Murray, spielte Test-Cricket für Neuseeland. Ihr Vater, Robbie Kerr, und Mutter, Jo Murray, spielten beide für Wellington (Männer- und Frauenteam). Ihre drei Jahre ältere Schwester Jess Kerr spielt heute ebenfalls in der Nationalmannschaft. Zunächst spielte sie daheim, nahm jedoch mit 10 Jahren mit ihrer Schwester an einem Cricket-Camp teil. Danach waren sie beide Teil in verschiedenen Jungen-Teams, bevor sie am Tawa College wieder zusammen spielten. Mit 14 Jahren gab sie ihr Debüt für Wellington. Unter anderem lebte zu der Zeit die spätere englische Nationalspielerin Fran Wilson mit der Familie.

## Aktive Karriere

### Anfänge in der Nationalmannschaft
Ihr Debüt in der Nationalmannschaft absolvierte sie als 16-jährige bei der Tour gegen Pakistan im November 2016. In den WODIs konnte sie dabei in ihrem vierten Spiel 4 Wickets für 42 Runs erzielen und in ihrem Einsatz im WTwenty20 3 Wickets für 16 Runs. Ihren nächsten Einsatz hatte sie bei der Tour gegen Australien im Februar 2017, wobei sie im zweiten WODI 4 Wickets für 54 Runs erreichen konnte. Im Juli 2017 war sie dann Teil der Mannschaft beim Women’s Cricket World Cup 2017. Im vorletzten Gruppenspiel gegen England konnte sie 4 Wickets für 51 Runs erzielen, was jedoch nicht zum Sieg reichte. Später schied Neuseeland dann in der Vorrunde aus. Infolgedessen erhielt sie als jüngste Spielerin überhaupt einen zentralen Vertrag mit dem neuseeländischen Verband. Im November 2017 auf der Tour gegen Pakistan konnte sie im zweiten WODI 3 Wickets für 35 Runs erreichen.
Erstmals am Schlag fiel sie bei der Tour in Irland im Sommer 2018 auf. Im ersten WODI konnte sie ihr erstes Fifty über 81* Runs erzielen. Im dritten WODI gelang ihr nicht nur mit 232* Runs aus 145 Bällen ein Double-Century, sondern ebenfalls ihr erstes Five-for mit 5 Wickets für 17 Runs. Daraufhin wurde sie als Spielerin der Serie ausgezeichnet, da sie sowohl die meisten Runs, als auch die meisten Wickets aller Spielerinnen der Tour errang. Beim ICC Women’s World Twenty20 2018 konnte sie in der Vorrunde gegen Pakistan 3 Wickets für 21 Runs erreichen. Im Februar 2019 erzielte sie im zweiten Spiel der WODI-Serie in Australien 3 Wickets für 30 Runs. Beim ICC Women’s T20 World Cup 2020 hatte sie ihr bestes Spiel beim Spiel gegen Indien, bei dem sie 2 Wickets für 27 Runs beim Bowling und 34* Runs am Schlag erzielte, was nur knapp nicht zum Sieg reichte.

### Feste Größe im Nationalteam
Im Oktober 2020 gelangen ihr auf der Tour in Australien zwei Mal 3 Wickets (3/47, 3/50) in der WODI-Serie. Im Februar 2021 konnte sie gegen England im dritten WODI nicht nur 72* Runs am Schlag, sondern auch 4 Wickets für 42 Runs beim Bowling erzielen. Im September 2021 erklärte sie kurz vor der Tour gegen England, dass sie auf Grund von mentalen Problemen nicht zur Verfügung stehe. Im Februar 2022 konnte sie bei der Tour gegen Indien mit 119* Runs 135 Bällen im zweiten WODI ein Century erreichen, bevor sie im dritten WODI ein Fifty über 67 Runs erzielte. Beim Women’s Cricket World Cup 2022 erzielte sie gegen Indien zunächst ein Fifty über 50 Runs und 3 Wickets für 56 Runs beim Bowling. Gegen Südafrika gelangen ihr dann abermals 3 Wickets (3/50).
Bei den Commonwealth Games 2022 konnte sie unter anderem gegen England 2 Wickets für 27 Runs und im Halbfinale gegen Australien 40 Runs erreichen. Im September 2022 gelangen ihr in der WTwenty20-Serie in den West Indies 3 Wickets für 16 Runs zu erzielen. Auch wurde sie für den ICC Women’s T20 World Cup 2023 nominiert und erzielte dort gegen Australien 3 Wickets für 23 Runs und gegen Sri Lanka ein Fifty über 66 Runs, wofür sie als Spielerin des Spiels ausgezeichnet wurde. In der erstmals ausgetragenen Women’s Premier League 2023 spielte sie für die Mumbai Indians und konnte mit ihnen das Turnier gewinnen. Im Juni gelang ihr in Sri Lanka in den WODIs ein Century über 108 Runs aus 106 Bällen. Die Saison 2023/24 begann mit einer Tour in Südafrika, wobei ihr in der WODI-Serie nach einem Fifty über 88 Runs ein Century über 100* Runs aus 117 Bällen gelang. Für letzteres wurde sie als Spielerin des Spiels ausgezeichnet. In den WTwenty20s konnte sie dann zwei weitere Fifties () beisteuern und wurde als Spielerin der Serie ausgezeichnet. Darauf folgte eine Tour gegen Pakistan. Hier erreichte sie in den WTwenty20s drei Wickets (3/11) im dritten Spiel. In der WODI-Serie erreichte sie ein Fifty (83 Runs) und drei Wickets (3/44) im ersten Spiel. Im dritten WODI gelang ihr ein weiteres Fifty (77 Runs) und sie wurde als Spielerin der Serie ernannt. In der Super Smash 2023/24 führte sie Wellington Blaze nicht nur als Kapitänin zum Titel, sie war auch die jeweils erfolgreichste Batterin und Bowlerin des Turniers. Zum Ende der Saison gelangen ihr gegen England noch ein Mal drei Wicket im dritten WTwenty20.

### Gewinn des T20 World Cups
In der Saison 2024 erreichte sie im letzten WODI in England ein Fifty über 57 Runs. In der Vorbereitung zur kommenden Weltmeisterschaft erreichte sie in den WTwenty20s in Australien 4 Wickets für 20 Runs, was jedoch nicht zum Sieg ausreichte. Beim ICC Women’s T20 World Cup 2024 erreichte sie abermals vier Wickets (4/26) gegen Australien, doch verlor das Team auch dieses Spiel. Nachdem sie im letzten Gruppenspiel gegen Pakistan mit 3 Wickets für 14 Runs geholfen hatte das Halbfinale zu erreichen, zog man nach einem Sieg gegen die West Indies ins Finale ein. Dort hatte sie mit 43 Runs als Batterin und 3 Wickets für 24 Runs als Bowlerin einen wichtigen Anteil am Gewinn der Weltmeisterschaft. Dafür wurde sie als Spielerin des Spiels und des Turniers ausgezeichnet.